# Porúbka (Bardejov)
Porúbka es un municipio del distrito de Bardejov en la región de Prešov, Eslovaquia, con una población estimada a final del año 2024 de 213 habitantes.
Se encuentra ubicado en el centro-norte de la región, cerca del río Topľa (cuenca hidrográfica del río Tisza) y de la frontera con Polonia.

## Demografía
| Año        | 1994 | 2004    | 2014    | 2024    |
| ---------- | ---- | ------- | ------- | ------- |
| Población  | 244  | 238     | 218     | 213     |
| Diferencia |      | −2,45 % | −8,40 % | −2,29 % |

| Año        | 2023 | 2024    |
| ---------- | ---- | ------- |
| Población  | 219  | 213     |
| Diferencia |      | −2,73 % |